# Édouard Moullé
Pour les articles homonymes, voir Moullé.
Eugène-Édouard Moullé (né le 28 avril 1845 à Paris et mort le 9 septembre 1923 à Paris) est un facteur de pianos, compositeur et éditeur de musique français.
Moullé reprend la fabrique de piano de son père, Eugène. Il produit des pianos de haute qualité à petite échelle. Il est ami avec de nombreux musiciens de renom, entre autres, Emmanuel Chabrier et Gustave Charpentier, qui jouent sur l'un de ses instruments. Ses contributions les plus notables consistent en recueils de chansons populaires, harmonisées par ses soins : en 1891, il publie un recueil de 50 chants populaires de la Normandie ; en 1904, un de 33 chansons espagnoles, et en 1910, un florilège de chansons d'amour du XIIe au XVIIIe siècle. 
Moullé a également composé de petites pièces pour piano et mis en musique de nombreuses chansons.

## Œuvres (sélection)
- Cinquante chants populaires recueillis dans la Haute-Normandie et harmonisés par Édouard Moullé. Textes revus et corrigés par Maurice Donnay, Paris, 1890.
- Trente-trois mélodies populaires de l'Espagne. Suivis de 2 Habaneras et d'une danse pour piano a 4 Mains. Harmonisés par Édouard Moullé ; traductions et adaptations par Louis De Peyre. Paris : É. Moullé, 1904.
- Chansons tendres harmonisées par Édouard Moullé. Paris : Rouart, Lerolle, 1910.
- Plantons Les Romarins.
- Souvenir.
- Pièce Humoristique.
- Polonaise héroïque.
- Aeolian Valse.